# Yvette Williams
Dame Yvette Winifred Williams (Dunedin, 25 aprile 1929 – Auckland, 13 aprile 2019) è stata una lunghista, discobola, pesista e giavellottista neozelandese, campionessa olimpica di salto in lungo nel 1952.

## Palmarès
| Anno | Manifestazione          | Sede      | Evento                 | Risultato | Prestazione | Note            |
| ---- | ----------------------- | --------- | ---------------------- | --------- | ----------- | --------------- |
| 1950 | Giochi del Commonwealth | Auckland  | Salto in lungo         | Oro       | 5,90 m      |                 |
| 1950 | Giochi del Commonwealth | Auckland  | Lancio del giavellotto | Argento   | 37,96 m     |                 |
| 1952 | Giochi olimpici         | Helsinki  | Salto in lungo         | Oro       | 6,24 m      | Record olimpico |
| 1952 | Giochi olimpici         | Helsinki  | Getto del peso         | 6ª        | 13,25 m     |                 |
| 1952 | Giochi olimpici         | Helsinki  | Lancio del disco       | 10ª       | 40,48 m     |                 |
| 1954 | Giochi del Commonwealth | Vancouver | Salto in lungo         | Oro       | 6,08 m      |                 |
| 1954 | Giochi del Commonwealth | Vancouver | Getto del peso         | Oro       | 13,96 m     |                 |
| 1954 | Giochi del Commonwealth | Vancouver | Lancio del disco       | Oro       | 45,01 m     |                 |